# Прапор Воловця
Пра́пор Воловця затверджений рішенням сесії селищної ради.

## Опис
Прямокутне зелене полотнище з співвідношенням сторін 2:3 в крижі має дві горизонтальні смуги блакитного і жовтого кольору. Біля вільного краю герб селища.